# Увеа (коммуна)
Увеа́ (фр. Ouvéa, зап. увеа Uvea, иааи Iaai) — коммуна и населённый пункт на одноимённом острове в новокаледонской провинции Луайоте.

## География
Коммуна занимает всю территорию острова Увеа и несколько небольших необитаемых островов, расположенных вокруг него. Главный остров разделён на пять округов: Файяуэ, Мули, Имон, Сен-Жозеф и Такеджи. Округа, в свою очередь, подразделяются на деревни, традиционно называемые «племенами» фр. tribu). Центр коммуны — деревня Вадрийа — расположена в центральной части острова на западном берегу, выходит на сторону лагуны. Расстояние по прямой до столицы провинции Лифу составляет около 90 километров, до столицы всей Новой Каледонии города Нумеа — 186.

## Население
В 2019 году на территории коммуны проживало 3401 человек, все из них на главном острове — Увеа. Абсолютное большинство жителей составляют канаки — представители коренного населения Новой Каледонии. Представлены в первую очередь канакские народы увеа и иааи. Помимо государственного французского языка в быту активно используются их одноимённые языки.
Этнический состав
| Этничность           | Процент |
| -------------------- | ------- |
| Канаки               | 97,5%   |
| Метисы               | 1,3%    |
| Европейцы            | 0,6%    |
| Уоллисцы и футунанцы | 0,2%    |
| Азиаты               | 0,1%    |
| Таитяне              | 0,1%    |
| Ни-вануату           | 0,1%    |
| Другая               | 0,1%    |
| Всего                | 100%    |